# Соревнования античных Олимпийских игр

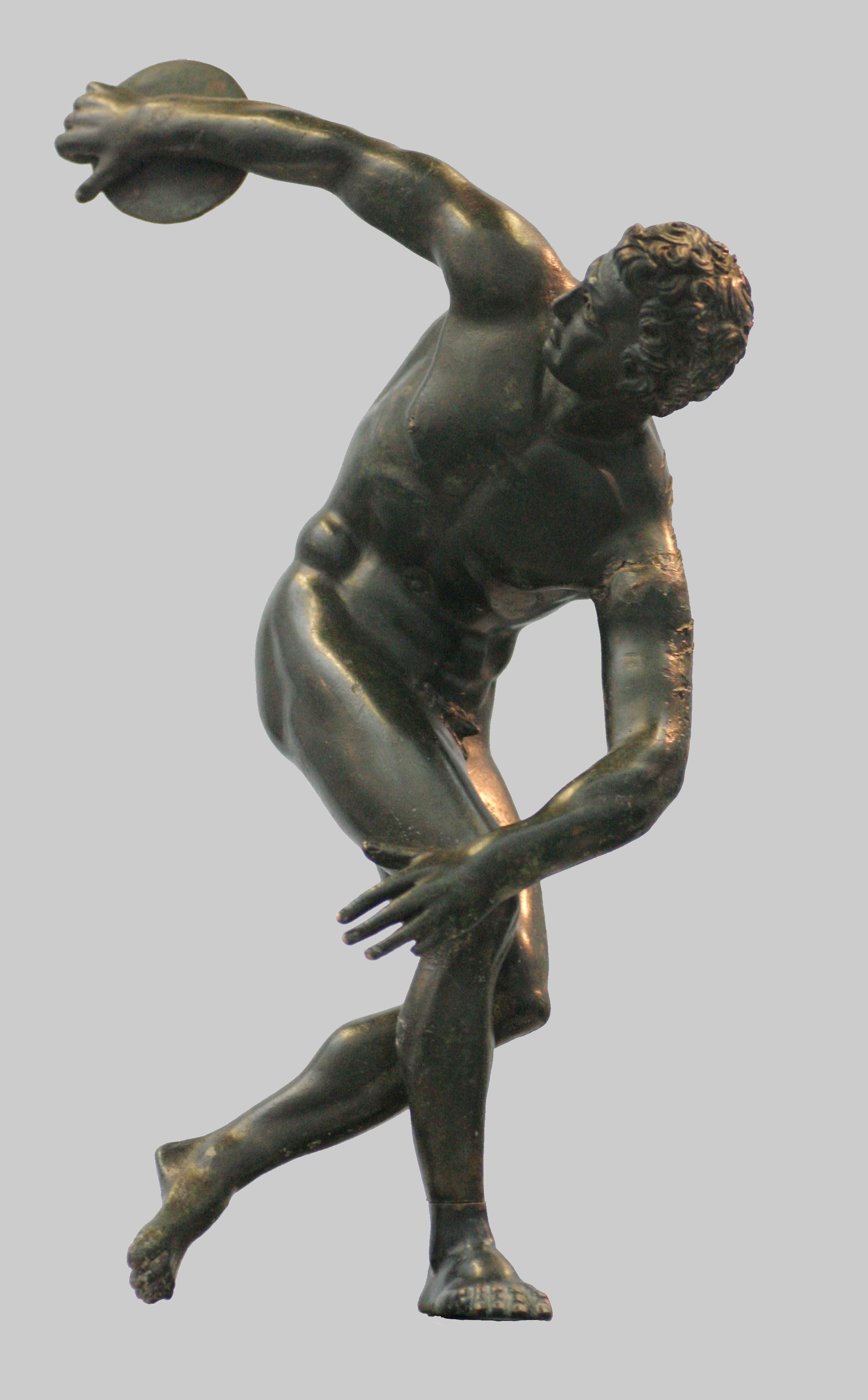
Дискобол. Римская копия греческой статуи V в. до н. э.

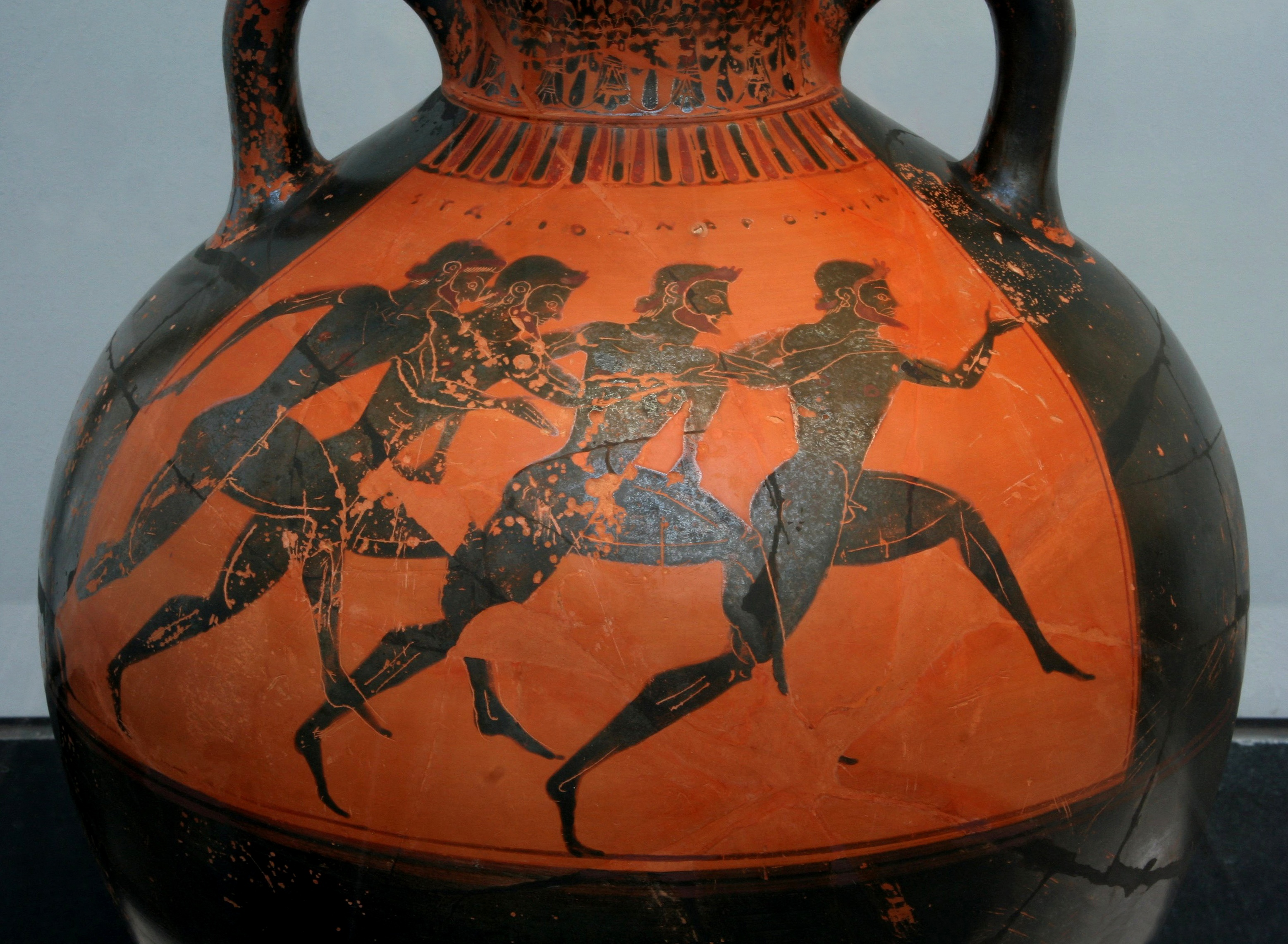
Античный бег (530 г. до н. э.)

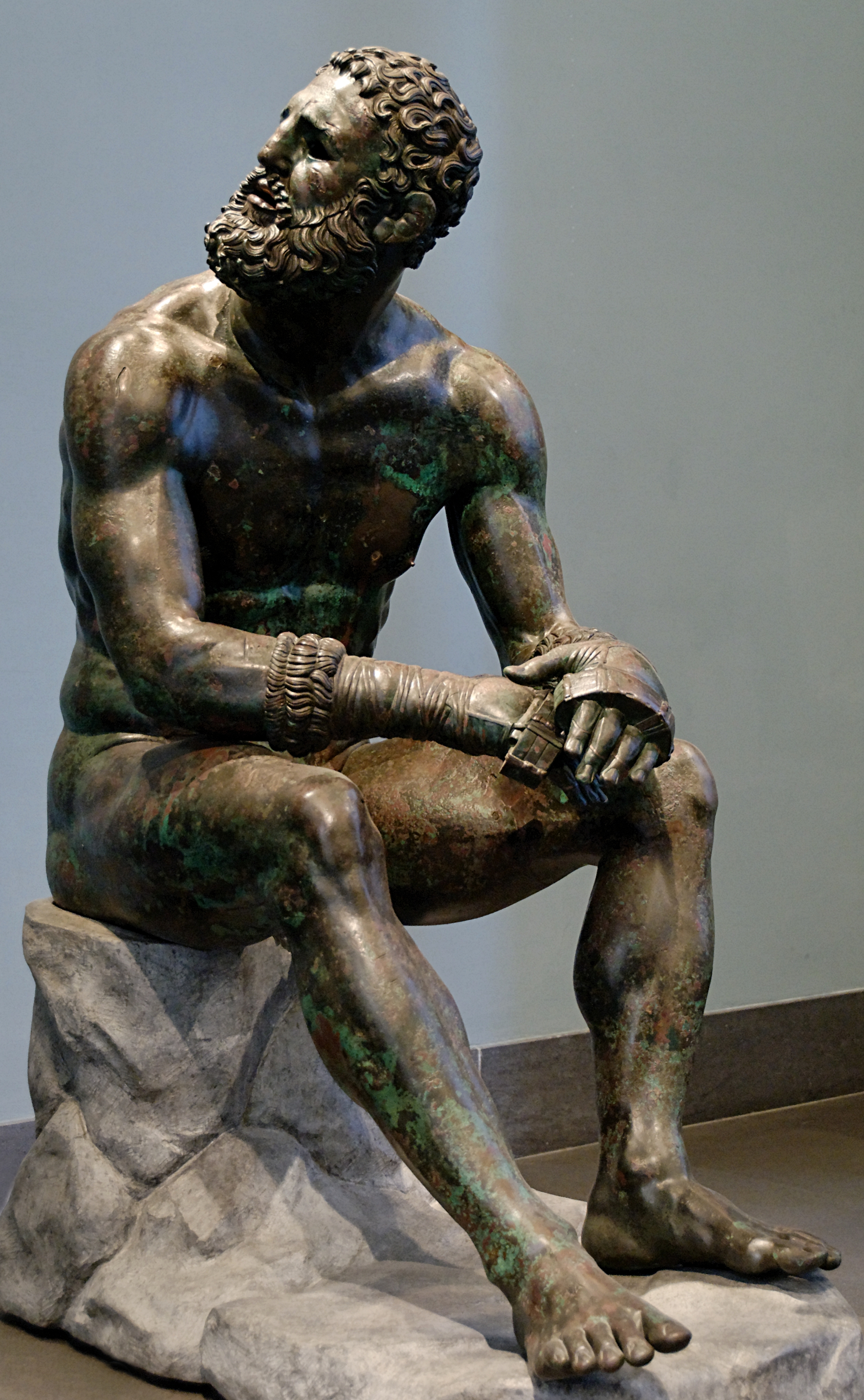
Бронзовая скульптура отдыхающего кулачного бойца, I в. до н. э.

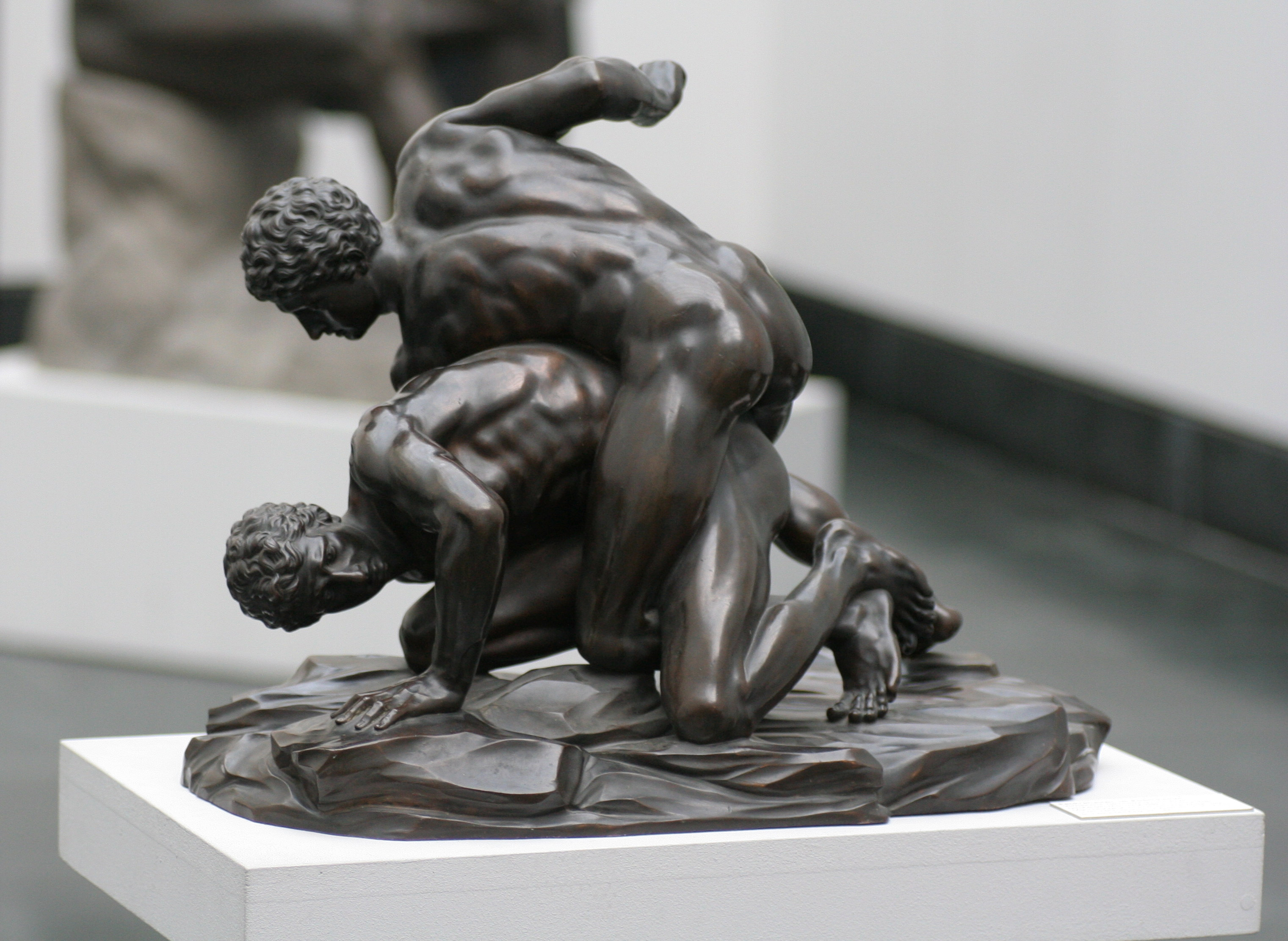
Панкратионисты. Бронзовая репродукция римской скульптуры, выполненной по греческому оригиналу III в. до н. э.

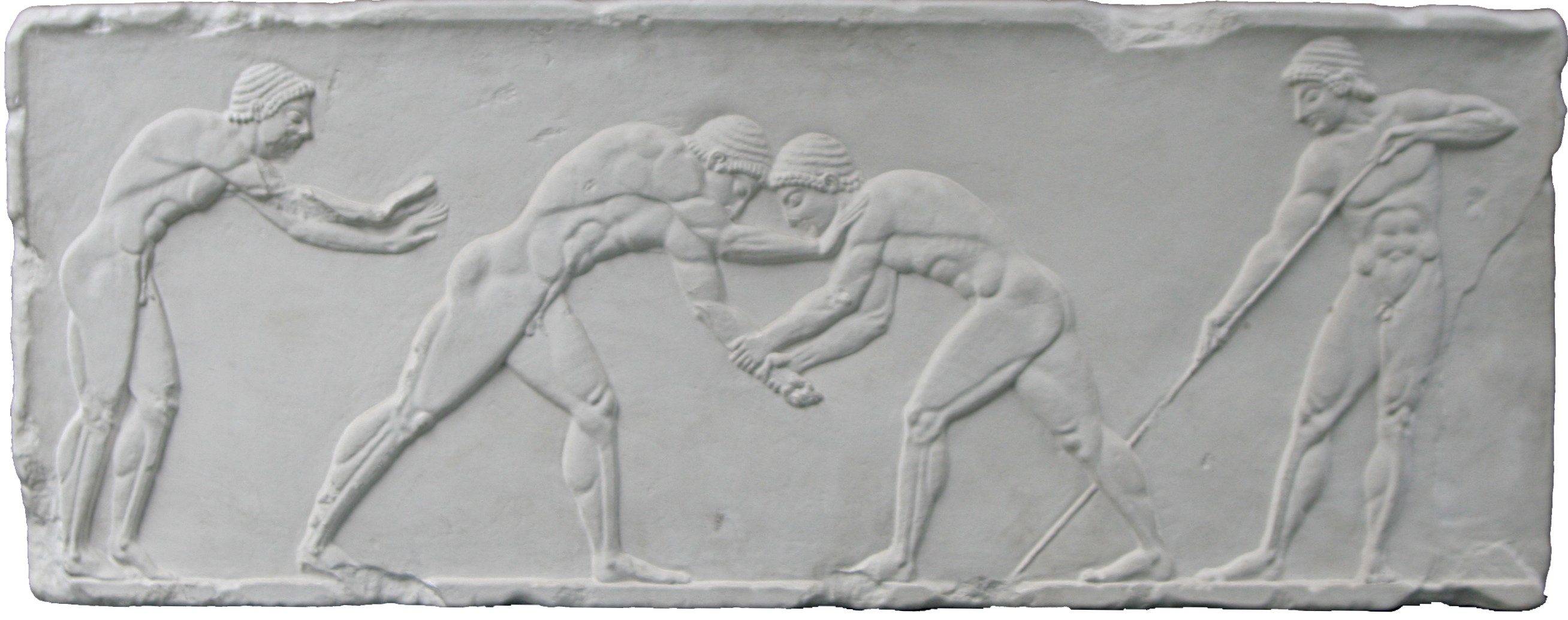
Борьба. Античный барельеф

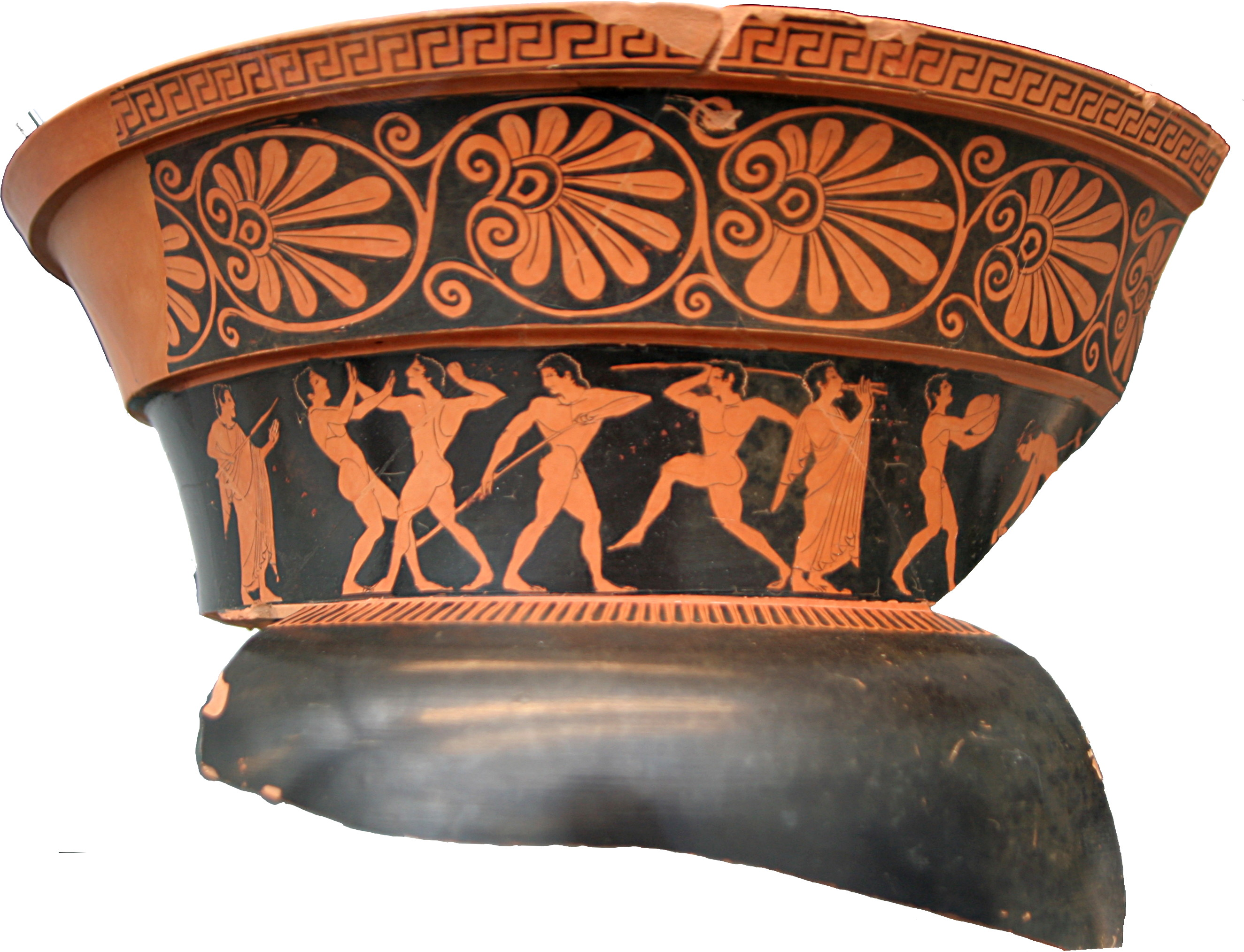
Изображение на древнегреческой вазе 3 видов пятиборья: метание диска и копья, борьба (толчки ладонями). Справа частично сохранилось изображение прыжка

Соревнова́ния анти́чных Олимпи́йских игр — виды спортивных олимпийских состязаний Древней Греции с 776 г. до н. э. до конца IV  века нашей эры.
Атлетические состязания древние греки возводят к времени жизни мифического Геракла, которое сами же определили в XIII в. до н. э. Геракл, как и полагается герою, одерживал победы в борьбе и панкратионе.
В честь победы Зевса над своим отцом начали проводить Олимпийские игры.
Участники Троянской осады гоняли колесницы, бегали наперегонки, бились на кулаках, боролись, бились в полном вооружении до первой крови (прообраз панкратиона), метали диск из самородного железа, стреляли из лука. Наиболее популярным в силу своей демократичности был бег. Древний царь Эндимион выставил в качестве приза за победу в беге своё царство, правда соревновались только его сыновья. Именно бег стал основным видом состязаний на античных Олимпиадах, когда после тёмных веков греческой истории возобновили проведение Олимпиад в IX в. до н. э. (см. Олимпиада (хронология).

## Бег
- Бег на дистанцию (др.-греч. στάδιον, стадион) — бег с одного конца стадиона до другого на дистанцию в одну олимпийскую стадию (192 м). Первый и единственный вид состязаний с 1-й по 13-ю Олимпиаду (до 724 до н. э.). Олимпиады по традиции считались по именам победителей в этом состязании, прежде чем были пронумерованы в последовательном порядке. С бега на стадию начинались соревнования среди взрослых, затем соревновались в двойном беге. Атлеты выходили на старт в обнажённом виде. Величайшим бегуном античности считался Леонид с Родоса, одержавший во II в. до н. э. 12 побед на 4 Олимпиадах[2].

- Двойной бег (др.-греч. Δίαυλος, диаулос) — бег на две стадии (384 м). Атлеты пробегают стадион, поворачивают вокруг столба и возвращаются назад к старту.[3] Добавлен в Олимпийские состязания на 14-й Олимпиаде в 724 до н. э.[4]

- Длинный бег (др.-греч. δόλιχος, долихос) — бег на 7 стадий (1344 м). Атлеты, пробегая стадию, разворачивались вокруг столба на одном конце стадиона, затем бежали стадию назад и разворачивались вокруг другого столба. Добавлен в Олимпийские состязания на 15-й Олимпиаде в 720 до н. э.[5] Длина дистанции менялась в разные годы от 7 до 24 стадий (до 4608 м).

- Бег в полном вооружении или бег гоплитов, «гоплитодром» (др.-греч. ὁπλιτόδρομος) — бег в шлеме, поножах и со щитом на две стадии. Позднее из вооружения оставили только щит. Добавлен в Олимпийские состязания на 65-й Олимпиаде в 520 до н. э. Атлеты соревнуются обнажёнными, как и в других Олимпийских видах за исключением скачек. Бегом гоплитов игры завершались.

## Единоборства
- Кулачный бой (др.-греч. πυγμή, пигмэ) добавлен в Олимпийские состязания на 23-й Олимпиаде (688 до н. э.). Особым уважением пользовались бойцы, сумевшие победить, не получив удара от соперника. Правилами в кулачном бою запрещался захват соперника, подножки и удары ногами. Бойцы обматывали кисти кожаными ремнями, тем не менее, этот вид состязаний считался самым опасным. Античные авторы живописуют разбитые носы, выбитые зубы и смятые уши у атлетов. Гибель атлета в поединке не являлась чем-то исключительным.

Павсаний поведал об одном из таких поединков на Немейских играх:

...На Немейских играх аргивяне присудили венок победы уже мёртвому Кревгу, потому что бившийся с ним сиракузянин Дамоксен нарушил их взаимный договор. Уже наступал вечер, когда они приступили к кулачному бою; и вот они при свидетелях уговорились наносить удары друг другу поочередно. Кулачные бойцы в то время ещё не носили на запястьях жёстких ремней, но сражались в мягких ремнях, прикрепляя их под выгибом руки так, чтобы пальцы у них оставались свободными. Эти мягкие ремни делались из тонких полос сырой воловьей кожи и переплетались между собой по какому-то старинному способу. И вот в том случае, о котором я рассказываю, Кревг опустил свой удар на голову Дамоксена; в свою очередь Дамоксен приказал Кревгу приподнять руки, и, когда он это исполнил, Дамоксен ударил его вытянутыми пальцами под рёбра: ввиду крепости ногтей и силы удара рука вошла внутрь, и Дамоксен, схватившись за внутренности, оторвал их и вытащил наружу. Кревг тотчас же испустил дух, а аргивяне за то, что Дамоксен нарушил договор и вместо одного удара воспользовался против своего соперника многими, изгнали его. Кревгу, хотя и умершему, они приписали победу и поставили ему в Аргосе статую, которая еще до моего времени стояла в храме Аполлона Ликейского— Павсаний, Описание Эллады, 8.40.4
Если бойцы уставали, разрешался перерыв для отдыха. Если же и после отдыха победитель не выявлялся, то бойцы обменивались оговорённым числом ударов, не защищаясь. Поединок завершался сдачей соперника: побеждённый поднимал руку, когда был не в силах оказывать сопротивление. Античные лекари считали кулачный бой хорошим средством против хронических головных болей.
На 72-й Олимпиаде в 492 до н. э. Клеомед из Астипалеи убил во время поединка Икка из Эпидавра и был лишён титула победителя в кулачном бою. Великим бойцом был Тисандр из Наксоса на Сицилии, победивший в четырёх Олимпиадах. Павсаний замечает, что от Наксоса не осталось даже руин и только благодаря Тисандру сохраняется память о городе.
- Панкратион (др.-греч. παγκράτιον) — рукопашный бой, в котором соединялись удары руками и ногами и борцовая техника. Слово является производным от греческих слов пан и кратос, то есть означает примерно «всей силой». Удушение было разрешено, запрещены укусы и выдавливание глаз. Этот вид состязаний ввели в Олимпийские игры в честь мифического основателя игр Геракла, который сумел одолеть огромного льва, только задушив его, потому что шкура льва была неуязвима для оружия. Добавлен как вид Олимпийских состязаний на 33-й Олимпиаде в 648 до н. э., для юношей панкратион введён только на 145-й Олимпиаде в 200 до н. э.

Филострат заметил: наилучший панкратионист — тот, кто приспособлен к борьбе лучше, чем кулачный боец, но бьётся на кулаках лучше, чем борец.
Арихион из Фигалеи на 54-й Олимпиаде был задушен и умер, выигрывая панкратион в третий раз. Даже мёртвым он стал победителем, потому что его соперник первым признал поражение, не в силах терпеть боль от сломанного Арихионом большого пальца на ноге. Труп Арихиона увенчали венком под рукоплескания зрителей.
Сострат из Сикиона получил прозвище Пальчик, потому что одержал победы в панкратионе на трёх Олимпиадах (начиная со 104-й), захватывая и ломая фаланги пальцев у соперника.
Артемидор из Тралл должен был сражаться среди юношей по возрасту, но, оскорблённый одним из взрослых панкратионистов, вступил в более старшую категорию и одержал победу в панкратионе среди мужчин в 212-ю Олимпиаду.
Полидам из Скотусс выиграл панкратион в 93-ю Олимпиаду. Про него говорили, что он одолел льва голыми руками, а в схватке с тремя сильнейшими персами убил их всех.
- Борьба (др.-греч. πάλη, палэ) добавлена в Олимпийские состязания на 18-й Олимпиаде (708 до н. э.). Правилами запрещались удары, но толчки разрешались. Греческий язык имел много терминов для обозначения различных приёмов и позиций. Борьба разделялась на две основные позиции: в стойке и на земле, вернее, мягком грунте, посыпанном песком.

Леонтиск из Мессены на Сицилии получил прозвище Пальчик, потому что одерживал победы в борьбе, захватывая и выгибая пальцы у соперника.
Легендарным борцом был Милон из Кротона, который в 14-летнем возрасте победил в борьбе среди юношей (категория до 20 лет). Затем он одержал победы в борьбе для взрослых на пяти последующих Олимпиадах и потерпел поражение на 66-й Олимпиаде (516 до н. э.). Считается,что в детстве Милон бегал с телёнком на спине. Со временем телёнок превратился в быка, но Милон по-прежнему с лёгкостью поднимал его и бегал. Про Милона Павсаний рассказывает следующее: он обвязывал вокруг головы верёвку и, задерживая дыхание, рвал верёвку вздувшимися от напора крови венами.

## Пентатлон
- Пентатло́н (др.-греч. πενταθλον, лат. quinquertium) — пятиборье, включавшее бег на стадию, метание диска, метание копья, прыжок в длину и борьбу. Добавлено в Олимпийские состязания на 18-й Олимпиаде в 708 до н. э.

Все виды проводились в один день в определённом порядке, начиная с прыжков. Неизвестно, как именно определялся победитель в пятиборье. По версии одного из историков — атлеты делились на пары и соревновались между собой. Победителем считался выигравший у соперника три вида состязаний. Затем победители соревновались между собой до тех пор, пока не оставалась финальная пара.
Аристотель считал, что пятиборье наиболее гармонично развивает тело атлета. Прыжковая техника отличалась своеобразием: атлет использовал гантели в руках для увеличения дальности прыжка. Максимальная дальность прыжка, по античным авторам, доходила до 15 м. Неизвестно, было это преувеличением авторов или прыжок состоял из нескольких стадий, подобно современному тройному прыжку. Как полагают современные исследователи по изображениям на древнегреческих вазах, атлет прыгал без разбега, с места.
Горг из Элиды был единственным атлетом, выигравшим четыре Олимпиады в пятиборье, а кроме того он также одержал победы в двойном беге и беге гоплитов (гоплитодроме). Пятиборье для юношей проводилось только один раз, на 38-й Олимпиаде, видимо из-за ограниченности времени, в течение которого шли игры.

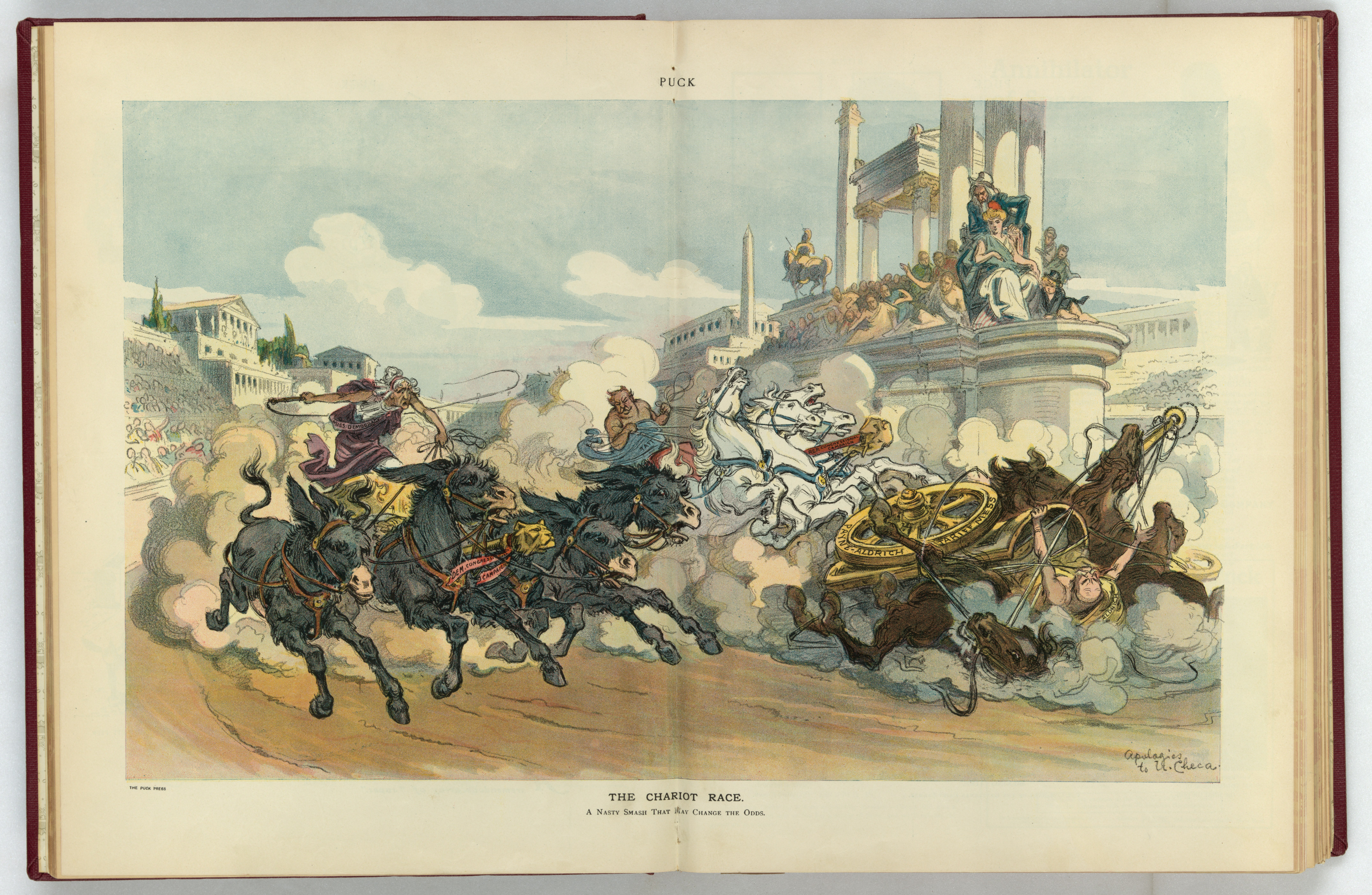
Гонки на Колесницах

## Конные бега с колесницами
Единственный вид соревнований, в котором могли участвовать женщины, потому что чемпионами объявлялись владельцы коней и колесниц, а не жокеи. Первой этой уловкой воспользовалась родная сестра спартанского царя Киниска, ставшая первой женщиной-чемпионом Олимпийских игр.
Сначала на 25-й Олимпиаде (680 до н. э.) были введены гонки квадриг. Затем к ним добавлены на 33-й Олимпиаде (648 до н. э.) скачки на лошадях, и на 93-й Олимпиаде (408 до н. э.) гонки колесниц с двумя лошадьми в упряжке. Аналогично тому как проводились соревнования в категориях между мужчинами и юношами, так и в скачках были две категории: взрослые лошади и жеребцы.
В гонках квадриги совершали 12 кругов на ипподроме, нередко колесницы опрокидывались на поворотах, калеча возниц. В отличие от бега и единоборств в скачках могли принимать участие только богатые греки и царственные особы, которым под силу было содержать лошадей. Именно владельцы лошадей, а не возницы считались победителями. Среди победителей в гонках квадриг отмечены македонский царь Филипп II и римские императоры.
На 68-й Олимпиаде (508 до н. э.) лошадь Фейдола из Коринфа в начале бегов скинула седока, но тем не менее прошла всю дистанцию правильно, повернула вокруг столба и остановилась после финиша. Ей присудили победу и увенчали неудачливого седока венком.

## Соревнования трубачей и глашатаев
На 96-й Олимпиаде (396 до н. э.) в программу Игр были добавлены состязания между трубачами и глашатаями, как логическое следствие соединения спорта и эстетического наслаждения в воззрениях эллинов. Известно, что во время проведения Олимпийских игр писатели и поэты читали вслух свои творения, художники выставляли на агоре свои произведения. После завершения Игр скульпторам заказывали олимпийские статуи победителей